# Comuna Proțenkî, Zinkiv
Proțenkî (în ucraineană Проценки) este o comună în raionul Zinkiv, regiunea Poltava, Ucraina, formată din satele Dovjîk, Dubeahî, Proțenkî (reședința), Stara Mîhailivka și Stupkî.

## Demografie
Componența lingvistică a comunei Proțenkî
     Ucraineană (94,77%)
     Rusă (2,72%)
     Alte limbi (0,07%)
Conform recensământului din 2001, majoritatea populației comunei Proțenkî era vorbitoare de ucraineană (94,77%), existând în minoritate și vorbitori de rusă (2,72%).